# 1092
1092 (MXCII) fue un año bisiesto comenzado en jueves del calendario juliano.

## Acontecimientos
- 9 de mayo - Consagración de la Catedral de Lincoln
- Mareas altas causan grandes inundaciones en Inglaterra y Escocia. Los territorios en Kent de Earl Godwin son inundados y conocidos ahora como Goodwin Sands.
- En China: El estadista y científico de la Dinastía Song, Su Song, publica su Xin Yi Xiang Fa Yao.
- Mundo Islámico: Guerra Civil Selyúcida que dura hasta el 1096.

## Nacimientos
- Abraham ben Meir ibn Ezra, poeta, filósofo, gramático, cabalista, médico y astrónomo judeo-español.

## Fallecimientos
- Al-Qadir, rey de las taifas de Toledo (1075 - 1085) y Valencia (desde 1086).
- Nizam al-Mulk, estadista iraní.
- Malik Shah, sultán Selyúcida.
- Ermengol IV de Urgel, conde de Urgel.